# パサージュ

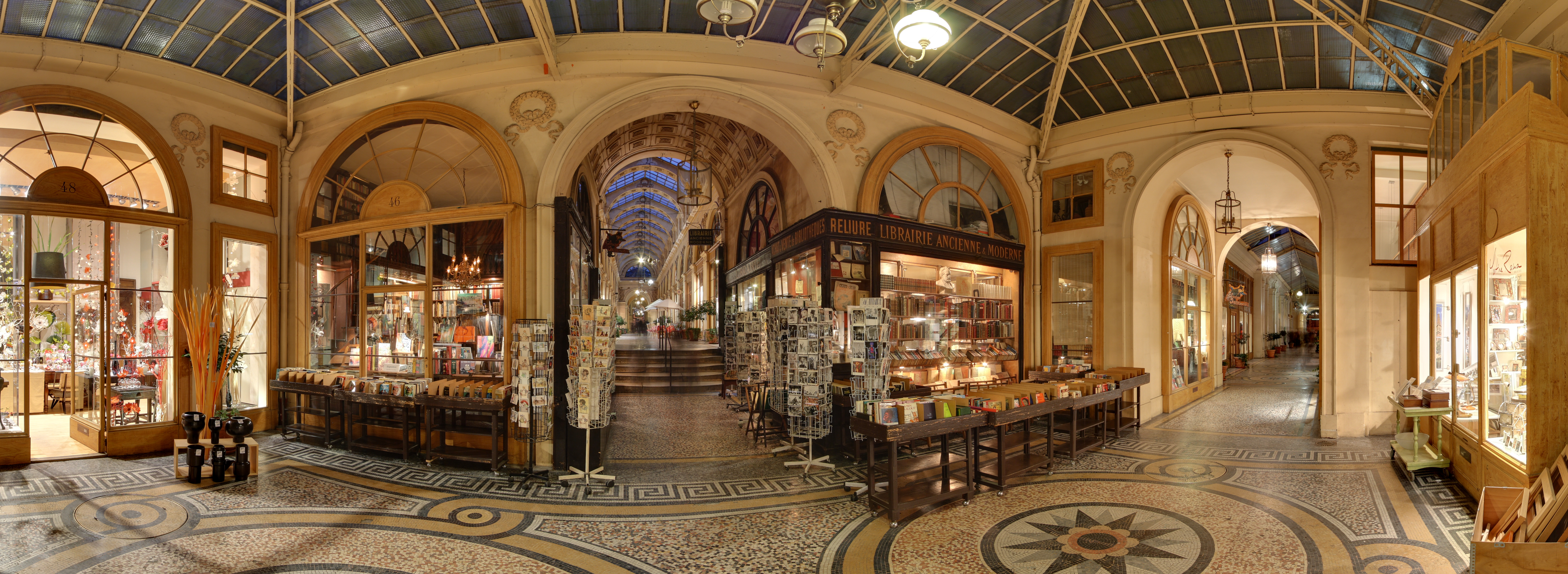
パリのギャルリ・ヴィヴィエンヌ

パサージュ（仏: passage）は、18世紀末以降、パリを中心に建造された商業空間で、ガラス製アーケードに覆われた歩行者専用通路の両側に商店が並んでいるもの。百貨店の発生以前に高級商店街として隆盛した。パサージュはフランス語で「通過」や「小径」などをあらわす。

## フランスのパサージュ

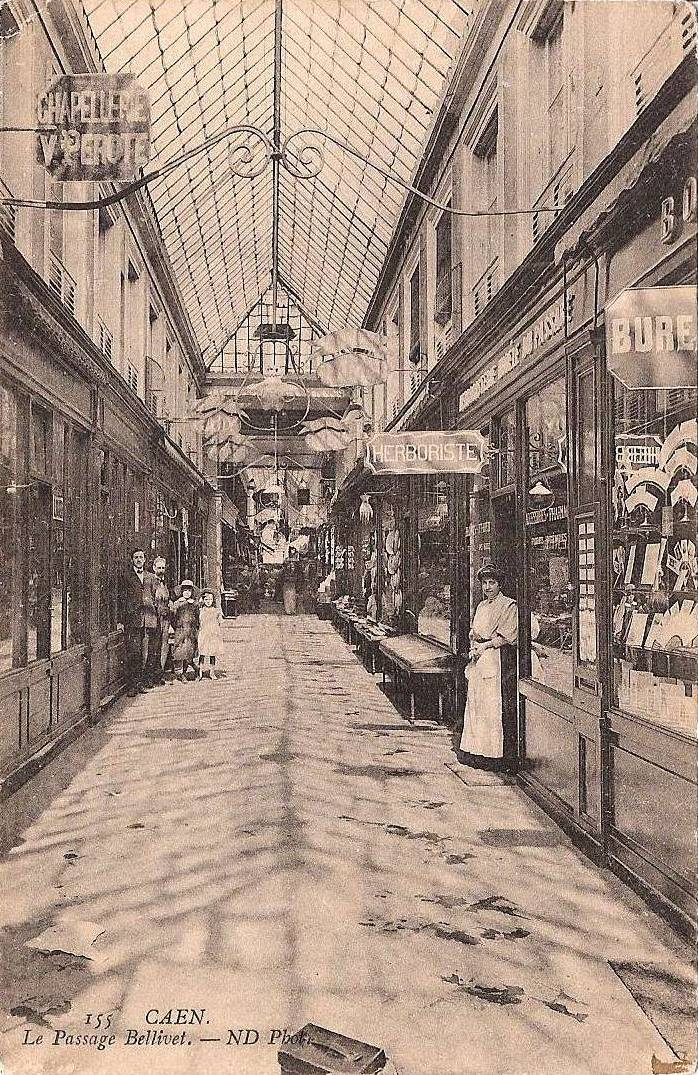
カーンのパサージュ、1836年

パサージュの起源はパレ・ロワイヤルに遡るとされる。1784年、オルレアン公ルイ・フィリップ2世（フィリップ・エガリテ）は、自らの居城であるパレ・ロワイヤルの庭園に回廊をめぐる商店街と住居を建てて分譲した。この商店街は大人気となり、2年後、さらに増築を行った。急ごしらえの木造で造られたため、ギャルリ・ド・ボワ（木の回廊）と呼ばれた。
パサージュの第1号とされるパサージュ・フェイドーは1791年に造られた。その後、パサージュ・デュ・ケール（1798年、現存最古のパサージュ）、パサージュ・デ・パノラマ（1800年）などが続き、特に王政復古後に、パサージュの建設が相次いだ。歩道の整備が進んでいなかった時代に、パサージュは歩行者にとって快適な場所として成功をおさめた。遮断された通りを接続し人々を集めることを目的として、既存の建物の中を通り抜ける形で再開発された。
パサージュ乱立の背景はフランス革命により王侯貴族が所有していた土地が資本家の手に渡ったことである。彼らは再開発の一環として、近道として敷地を通り抜けられる商店街兼通路を作って儲けようと考えた。（パリ改造の前、）舗装されていない泥道の他の通りに対して、パサージュはタイル等で舗装され、大理石を用いた内装や壁画を凝らし、鉄骨とガラス製の天窓が設けられ雨雪にぬれる心配も無いため、人々はあふれた。「散歩する」「ぶらぶら歩く」という楽しみの概念も、パサージュから市民に広まったと言われている。地下から温風が噴き出す暖房設備を付けたり、蝋人形館を作るなど、パサージュ間の客引きもあった。
多い時には100を数えたパサージュだが、時代遅れのものとされ衰退していった。現在は十数箇所を残すのみとなっている。

### 影響
社会主義者シャルル・フーリエは、パサージュを参考にして「ファランステール」（フーリエの考える理想的な協同体ファランジュのための施設）を設計した。
ドイツ人文芸評論家のヴァルター・ベンヤミンの遺稿『パサージュ論』が、20世紀後半に刊行されたことを機に広く紹介され、認知されるようになった。

## サンクトペテルブルクのパサージュ
サンクトペテルブルクのパサージュは1848年に開業した。ネフスキー大通りとイタリヤンスカヤ通りをつなぐ。

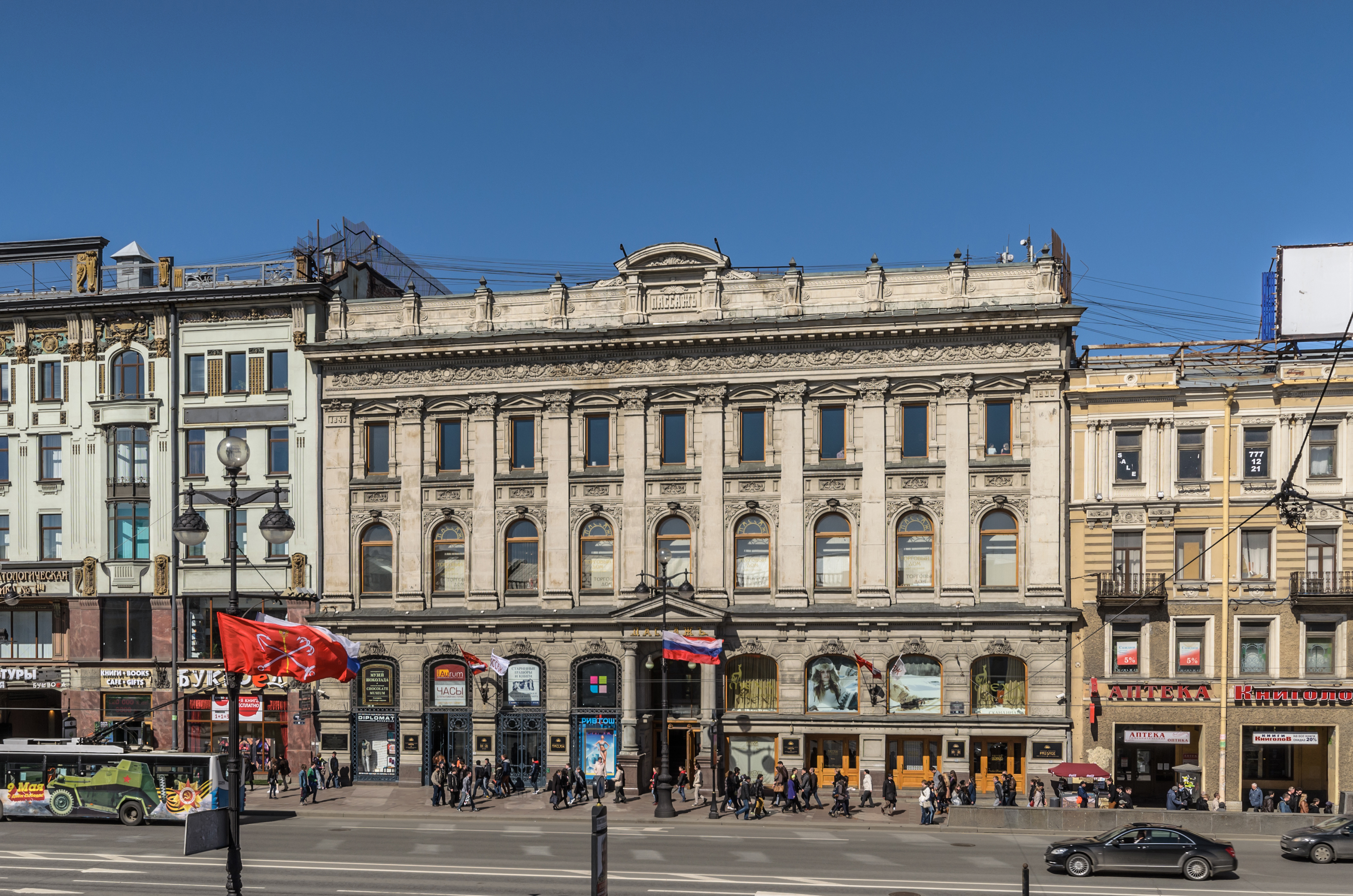
外観、2013年
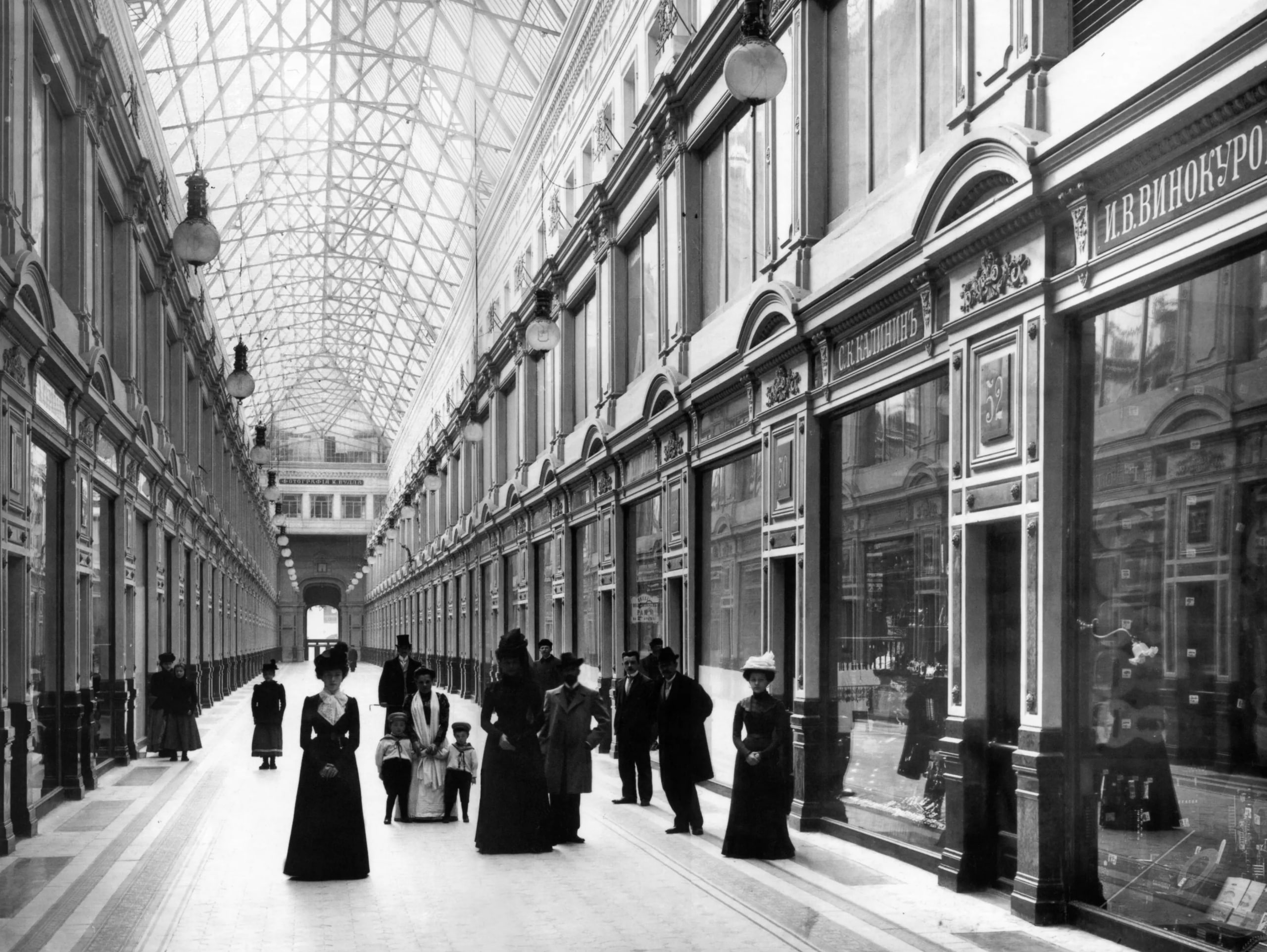
パッサージュ、1902年
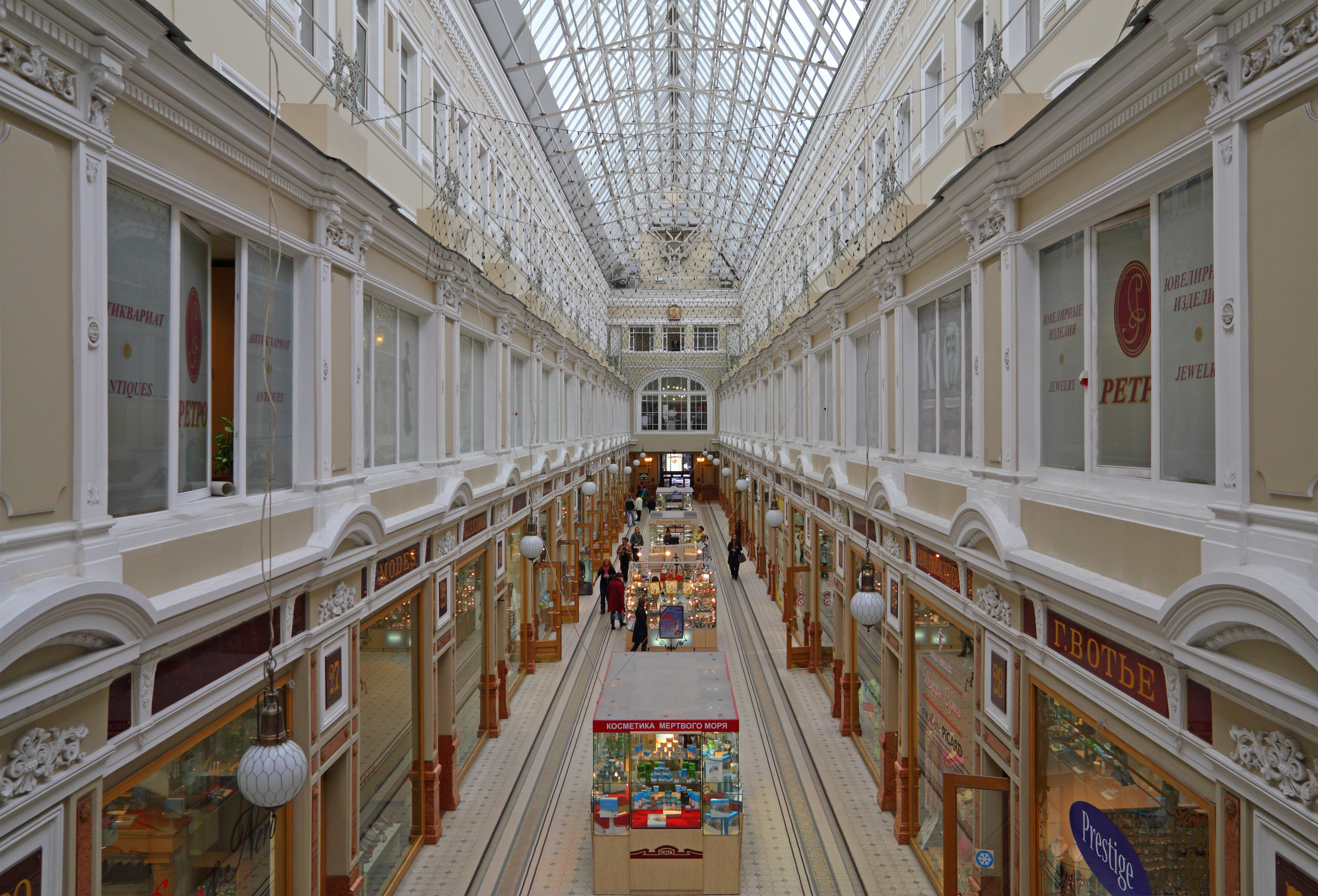
パッサージュ、2012年